# Lesotho na letnich igrzyskach olimpijskich
Reprezentanci Lesotho po raz pierwszy pojawili się na letnich igrzyskach olimpijskich w 1972 roku. Od tego czasu nieprzerwanie starują na wszystkich igrzyskach, oprócz igrzysk w 1976, które zbojkotowało większość państw afrykańskich. Do tej pory nie zdobyli żadnego medalu.

## Medaliści letnich igrzysk olimpijskich z Lesotho

### Złote medale
Brak

### Srebrne medale
Brak

### Brązowe medale
Brak